# Sarteno
De sarteno is een Franse kaas van het zuiden van Corsica, in de regio van Sartène.
Er zijn nog een honderdtal producenten van deze kaas, voornamelijk boeren die de kaas maken in het gebied tussen de vallei van Taravu en van Rizzanese op het uiterste zuidelijke deel van het eiland.
De kaas wordt gemaakt van geitenmelk of van schapenmelk. Na het stremmen (in 40-60 minuten) wordt de wrongel met de hand of met een houten instrument, de rumpula, of rumpulaghju gebroken tot heel kleine deeltjes. Na enig tijd rusten wordt de wrongel met de hand uit de wei gevist en over de vormen (fattoghi, casgiaghjìa) verdeeld. Boven het vat waar de wei nog in zit wordt het overtollige vocht er onder druk uit geperst. De wei wordt weer keurig opgevangen. Later wordt de kaas nog langer onder druk gezet, bijvoorbeeld met behulp van keien. Zouten gebeurt over het algemeen door 24-urige onderdompeling in een pekelbad. Na een korte droogtijd in een warmere ruimte volgt het rijpen. Gedurende de rijping van de kaas (3 maanden) wordt de kaas meermalen gewassen en gekeerd om een mooie korst te krijgen en een goed gevormde kaas.